# Bangert

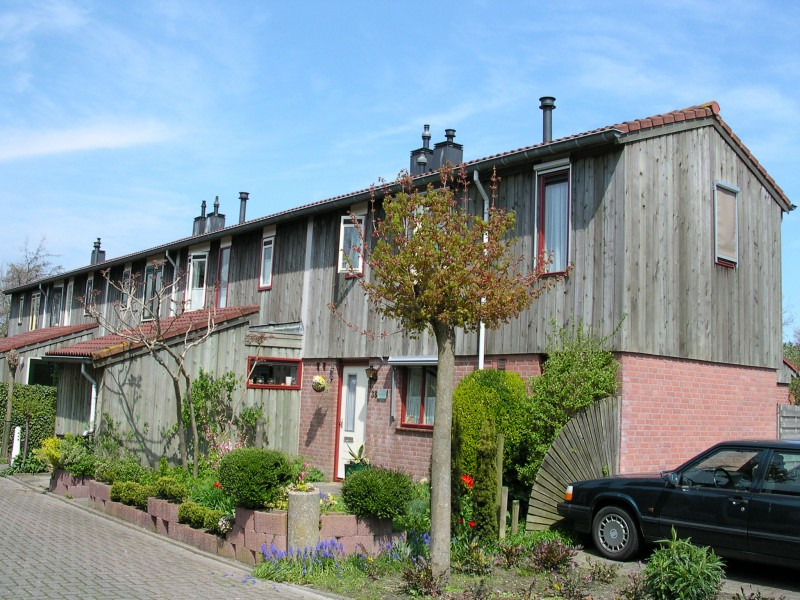
Huizen typerend voor Bangert

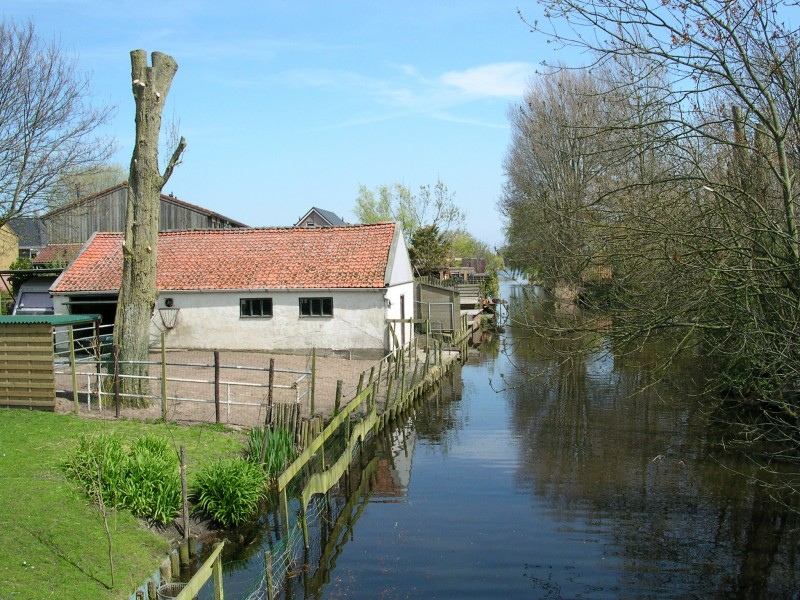
Sloot in Bangert

Bangert is een buurtschap in de gemeente Medemblik, in de Nederlandse provincie Noord-Holland.
De plaats is ontstaan ten tijde dat het dorp Andijk nog geen echte vaste woonkern had en het behoorde tot een aantal buurtschappen dat ontstond uit tuindershuisjes. De meeste van die buurtschappen zijn of verdwenen of opgegaan in het huidige dorp Andijk. Bangert is als buurtschap wel gebleven omdat het ten westen ligt van de eigenlijke woonkern van het dorp. Bangert was lang de grootste van de kleine kernen. In 1667 kreeg het net ten oosten gelegen Kerkbuurt een kerk en groeide daarop vrij snel. Bangert kreeg het daardoor lastiger de bevolking te behouden. Bangert en Kerkbuurt werden soms ook tezamen genoemd als één kern, maar de een noemde het Bangert, de ander Kerkbuurt. Later zou Kerkbuurt meer grond in het noorden krijgen en werd het echt een stuk groter dan Bangert. Later zou ook Bangert een eigen kerk krijgen, een parochiekerk genaamd Parochie Maria Middelares van alle Genaden.
Bangert werd in de loop van 19e en 20e eeuw nog kleiner door ontvolking door armoede en inname van grond door de gemeente Wervershoof. Toch overleefde de kern dat alles en heeft het tegenwoordig nog steeds een duidelijke betekenis van een eigen kernbuurt. Tezamen met Andijk en Kerkbuurt werd Bangert per 1 januari 2011 onderdeel van de gemeente Medemblik
Stad: Medemblik

Dorpen: Abbekerk · Andijk · Benningbroek · Hauwert · Lambertschaag · Midwoud · Nibbixwoud · Onderdijk · Oostwoud · Opperdoes · Sijbekarspel · Twisk · Wadway (deels) · Wervershoof · Wognum · Zwaagdijk (Zwaagdijk-Oost en Zwaagdijk-West)

Buurtschappen: Bangert · Bennemeer · Broerdijk · De Buurt · Het Hoogeland · Kerkbuurt · Koppershorn · Lekermeer · Munnikij · 't Slot · Veldhuis · Het Westeinde · Wijzend · Zomerdijk

Noord-Holland: Steden en dorpen in Noord-Holland      Nederland: Provincies · Gemeenten